# Tripelkonzert (Beethoven)
Das Tripelkonzert op. 56 ist ein Konzert in C-Dur für Klavier, Violine, Violoncello und Orchester von Ludwig van Beethoven (1770–1827).

## Entstehung
Beethoven schrieb das Tripelkonzert um das Jahr 1804. Als Violinist war möglicherweise Karl August Seidler oder Georg August Seidler vorgesehen, während Anton Kraft den Violoncellopart übernehmen sollte. Es wird allgemein angenommen, dass Beethoven seinen damaligen Klavierschüler Erzherzog Rudolf von Österreich als Klaviersolisten vorsah und den Klavierpart dementsprechend nicht zu anspruchsvoll anlegte. Diese Angabe beruht auf einer Aussage von Beethovens zeitweiligem Sekretär und späterem Biographen Anton Schindler. Die Musikwissenschaftlerin Susan Kagan hält diese Annahme für unwahrscheinlich; sie vermutet vielmehr, dass Beethoven sich selbst als Klaviersolisten vorgesehen hatte. Wie Sieghard Brandenburg ergänzte, hat Beethoven den Erzherzog wohl erst 1808 kennengelernt.
Das Tripelkonzert entstand zeitgleich mit Beethovens 3. Sinfonie („Eroica“), der 5. Sinfonie, der Klaviersonate Nr. 23  („Appassionata“) sowie Beethovens einziger Oper Fidelio. Das Werk wurde Fürst Franz Joseph Maximilian von Lobkowitz gewidmet und im Jahr 1807 veröffentlicht.

## Zur Musik
Das Tripelkonzert weist Ähnlichkeiten zur Gattung des Klaviertrios und der Sinfonia concertante auf, wie sie beispielsweise von Johann Christian Bach, aber auch von Haydn und Mozart gepflegt wurde. Dies wird auch in zwei Vorläuferwerken aus Beethovens Feder deutlich: So skizzierte Beethoven 1786/87 die unvollendet gebliebene Romanze cantabile in e-Moll für Flöte, Fagott, Klavier und Orchester; diese wurde im Jahr 1952 in Wiesbaden veröffentlicht. Ebenfalls unvollendet blieb die 1802 begonnene Concertante in D-Dur, die für ein für Frühjahr 1803 geplantes, aber nicht zustande gekommenes Konzert gedacht war. Mit ihrer Klaviertrio-Besetzung wäre die Concertante für die gleiche Besetzung angelegt gewesen wie das Tripelkonzert.
Das Tripelkonzert folgt dem gleichen Schema wie das Klavierkonzert Nr. 1 von Beethoven. Im Vergleich mit dessen Klavierkonzert Nr. 3 findet sich jedoch ein Unterschied: Während im Klavierkonzert Nr. 3 der Orchesterpart ein größeres Gewicht erhalten hatte, als es bis dahin üblich war, wird im Tripelkonzert der Part der Solisten betont.
Durch das Übergewicht des Cellos gegenüber der Violine erhält das Tripelkonzert ansatzweise den Charakter eines Cellokonzerts.

### Besetzung
Eine Flöte, zwei Oboen, zwei Klarinetten, zwei Fagotte, zwei Waldhörner, zwei Trompeten, Pauken, Streicher

### Erster Satz: Allegro
Da im Tripelkonzert die Rolle der Solisten stark ausgeprägt ist, ist dessen erster Satz nicht in der sonst üblichen Sonatensatzform angelegt, sondern als Ritornell, vgl. jedoch die im Folgenden verwendeten Begriffe „Exposition“ und „Reprise“.
Eingeleitet wird der Satz von einem rezitativartigen Motiv der Bässe und Violoncelli. Zu diesem Motiv treten in Takt 7 die restlichen Streicher sowie in Takt 12 die beiden Hörner hinzu. Dem ersten Tutti-Einsatz des Orchesters (Takt 19) folgt die Exposition, die zwei variativ miteinander verbundene Nebenthemen auf der Dominante enthält. Daraufhin erklingt im Cello, das von Violinen und Violen begleitet wird, in der Tenorlage die Rezitativeröffnung des Satzes als Hauptthema. Nachdem das Cello, diesmal ohne Begleitung, die Solo-Exposition eröffnet hat, wird das Thema zunächst von der Violine (Takt 85, gemeinsam mit den Hörnern) und dann vom Klavier (Takt 97) aufgegriffen. Das Ende des Satzes ähnelt mit Elementen durchbrochener Arbeit im Übergang zur Reprise sowie mit aufsteigenden Tonleitern in der Coda Beethovens etwa vier Jahre zuvor entstandenem Klavierkonzert Nr. 3.

### Zweiter Satz: Largo
Der Tutticharakter des ersten Satzes tritt im zweiten Satz fast vollständig zurück. Nach der Vorstellung des kantablen Themas durch das von Streichern begleitete Solocello erklingen von Takt 25 bis 39 alle Soloinstrumente, lediglich von Solobläsern begleitet. Besetzungsbedingt erhält der Mittelteil des Satzes Kammermusikcharakter, während im Schlussteil das Streichorchester, nun ohne Beteiligung der Bläser, zum Einsatz kommt. Das Ende des Satzes schließt in einem Attacca-Übergang direkt an das Finale des Konzerts an.

### Dritter Satz: Rondo alla Polacca
Das Finale knüpft mit dem Solocello an den mittleren Satz des Konzerts an. Der Satz fällt durch die weichen Übergänge von Ritornell und Couplets sowie den routinierten Übergang des Klaviertrios in die Unisono-Skalen der Schlusstakte auf.

## Wirkung
Das Tripelkonzert wurde am 18. Februar 1808 im Leipziger Gewandhaus uraufgeführt. Oft wird irrtümlich als erste öffentliche Aufführung ein Konzert im Mai 1808 in Wien angegeben. Die öffentliche Reaktion auf das Konzert war eher verhalten, sodass die nächsten bekannten Aufführungen des Werks erst in den Jahren 1820 und 1830 stattfanden.
Für den Musikwissenschaftler Leon Plantinga handelt es sich bei dem Tripelkonzert um ein „interlude in the French manner“, also ein „Intermezzo im französischen Stil“. Ferner bescheinigte Plantinga dem Werk “[A] certain indistinctness of expression and a kind of sponginess of construction”, also „eine gewisse Undeutlichkeit des Ausdrucks und eine irgendwie schwammige Konstruktion“.
Ein Renaissance des Tripelkonzertes erfolgte 1970 unter Herbert von Karajan mit den russischen Solisten Swjatoslaw Richter (Klavier), David Oistrach (Violine) und Mstislav Rostropowitsch (Cello).

### Belege
- Christoph Hahn, Siegmar Hohl (Hrsg.), Bertelsmann Konzertführer, Bertelsmann Lexikon Verlag, Gütersloh/München 1993, ISBN 3-570-10519-9
- Harenberg Konzertführer, Harenberg Kommunikation, Dortmund, 1998, ISBN 3-611-00535-5
- Sven Hiemke (Hrsg.): Beethoven – Handbuch, Bärenreiter-Verlag Karl Vötterle GmbH & Co. KG, Kassel, 2009, ISBN 978-3-476-02153-3, S. 153f.
- Eine neue Sinfonia concertante: Das Tripelkonzert, in: Lewis Lockwood: Beethoven: Seine Musik – Sein Leben. Metzler, 2009, S. 185–187

### Weiterführende Literatur
- Christian Martin Schmidt: Konzert C-Dur für Klavier, Violine, Violoncello und Orchester »Tripelkonzert« op. 56. In: Albrecht Riethmüller; Carl Dahlhaus; Alexander L. Ringer (Hrsg.): Beethoven. Interpretationen seiner Werke. Band 1. Laaber-Verlag, Laaber 1994, ISBN 3-89007-305-0, S. 400–409.